# Edison Music Awards 2006
De Edison Music Awards 2006 (of kortweg Edisons) werden op 15 maart 2006 uitgereikt in de Melkweg in Amsterdam.
De oeuvreprijzen gingen naar Ramses Shaffy en Normaal.
In vergelijking met voorgaande jaren was er nog maar één prijs die door het publiek werd gekozen, te weten de Single van het jaar. De (publieks)prijs voor Beste album kwam te vervallen.
Na 2006 werden twee jaar lang geen Edisons in de popcategorieën uitgereikt. Ze keerden pas in 2009 weer terug, toen er alleen nog maar Edisons aan Nederlandse producties en artiesten werden toegekend.
In de tabel hieronder staan alle winnaars. In de derde kolom staan de overige genomineerden.
| Categorie                             | Winnaar - Album                                    | Overige genomineerden                                                               |
| ------------------------------------- | -------------------------------------------------- | ----------------------------------------------------------------------------------- |
| Zanger Nationaal                      | Jan Smit - Jansmit.com                             | Daniël Lohues - Grip Guus Meeuwis - Wijzer                                          |
| Zangeres Nationaal                    | Anouk - Hotel New York                             | Tasha's World - World Domination Trijntje Oosterhuis - See you as I do              |
| Groep Nationaal                       | Racoon - Another day                               | New Cool Collective - Trippin! Pete Philly & Perquisite - Mind.state                |
| Nieuw groep / artiest nationaal       | De Jeugd van Tegenwoordig - Parels voor de zwijnen | Julian Thomas - Julian Thomas Pete Philly & Perquisite - Mind.state                 |
| Zanger Internationaal                 | Jack Johnson - In between dream                    | Jamie Cullum - Catching Tales Robbie Williams - Intensive care                      |
| Zangeres Internationaal               | Katie Melua - Piece by piece                       | KT Tunstall - Eye to the telescope Kate Bush - Aerial                               |
| Groep Internationaal                  | Coldplay - X&Y                                     | Il Divo - Ancore Kaiser Chiefs - Employment                                         |
| Nieuwe groep / artiest internationaal | James Blunt - Back to bedlam                       | Il Divo - Il Divo Kaiser Chiefs - Employment                                        |
| Dance                                 | Armin van Buuren - Shivers                         | Röyksopp - The understanding Soulwax - Nite versions                                |
| Alternative                           | Rammstein - Rosenrot                               | Sarah Bettens - Scream The White Stripes - Get behind me Satan                      |
| R&B / Hiphop                          | Kanye West - Late registration                     | Bettye LaVette - I've got my own hell to raise Leela James - A change is gonna come |
| Muziek DVD - Nationaal                | The Gathering - A sound relief                     | BLØF - Live 2004 Wende Snijders - Au Suivant                                        |
| Muziek DVD - Internationaal           | U2 - Vertigo                                       | Alicia Keys - Unplugged Eagles - Farewell tour                                      |
| Single van het jaar (Publieksprijs)   | Guus Meeuwis - Geef mij je angst                   | (n.v.t.)                                                                            |
| Kleinkunst / Luisterlied              | Van Kooten en De Bie - Audiotheek                  | Gé Reinders - Blaos mich nao hoes Wende Snijders - Au Suivant                       |
| Oeuvre                                | Normaal                                            | (n.v.t.)                                                                            |
| Oeuvre                                | Ramses Shaffy                                      | (n.v.t.)                                                                            |

1960 · 1961 · 1962 · 1963 · 1964 · 1965 · 1966 · 1967 · 1968 · 1969 · 1970 · 1971 · 1972 · 1973 · 1974 · 1975 · 1976 · 1977 · 1978 · 1979 · 1980 · 1981 · 1982 · 1983 · 1984 · 1985 · 1986 · 1987 · 1988 · 1989 · 1990 · 1991 · 1992 · 1993 · 1994 · 1995 · 1996 · 1997 · 1998 · 1999 · 2000 · 2001 · 2002 · 2003 · 2004 · 2005 · 2006 · 2007 · 2008 · 2009 · 2010 · 2011 · 2012 · 2013 · 2014 · 2015 · 2016 · 2017 · 2018 · 2019 · 2020 · 2021 · 2022 · 2023 · 2024